# Andrea Appiani

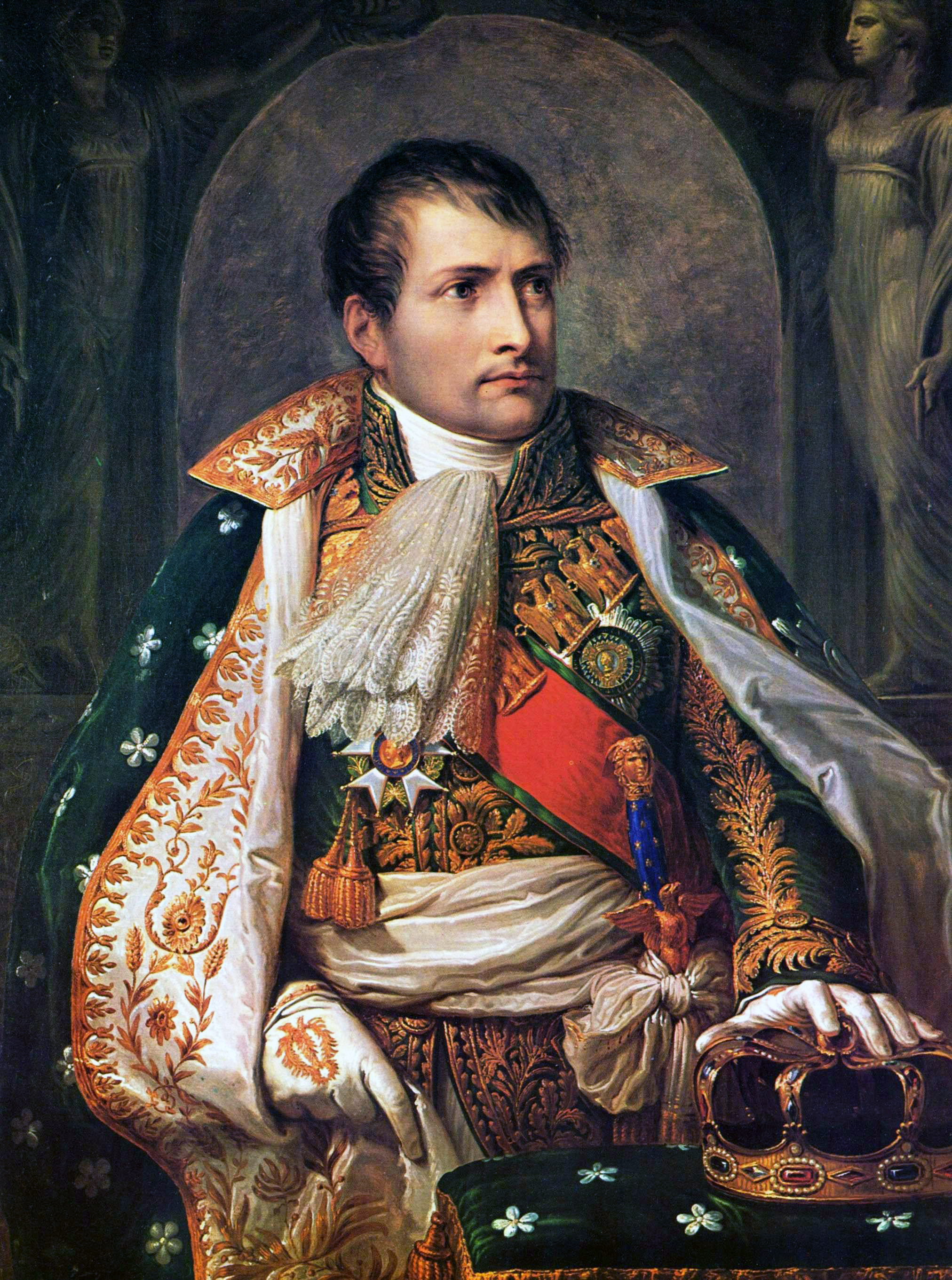
Portret Napoleona Bonaparte, 1805

Andrea Appiani (ur. 31 maja 1754 w Mediolanie, zm. 8 listopada 1817 tamże) – włoski malarz i dekorator neoklasycystyczny.

## Życie i twórczość
Był synem lekarza i początkowo przygotowywał się do wykonywania zawodu ojca. Zajął się jednak sztuką i podjął naukę w prywatnej akademii malarza Carlo Maria Giudici (1723–1804). Naukę kontynuował w klasie fresków Antonio de 'Giorgi (1720–1793) w Bibliotece Ambrozjańskiej. Uczęszczał również na zajęcia w studiu Martina Knollera, gdzie pogłębiał swoją wiedzę malarstwa olejnego, studiował także anatomię na Ospedale Maggiore w Mediolanie u rzeźbiarza Gaetano Monti (1750-1847).
Appiani jest znany głównie fresków i dekoracji jakie wykonał w licznych kościołach i pałacach Mediolanu. Był również oficjalnym malarzem Napoleona Bonaparte, wykonał liczne portrety imperatora, jego rodziny, jak również wielu czołowych osobistości Konsulatu i Cesarstwa. W 1802 został mianowany komisarzem ds. sztuk pięknych, a w 1807 kuratorem w muzeum Pinacoteca di Brera. Dzięki jego staraniom pinakoteka wzbogaciła swoją kolekcję o liczne arcydzieła m.in. o Kazanie św. Marka pędzla Gentilego i Giovanniego Bellinich, Odnalezienie ciała św. Marka Tintoretta. Po upadku Napoleona Appiani utracił dochody i żył w ubóstwie.
Na twórczość artysty duży wpływ miał poeta Giuseppe Parini i dzieła klasycznych mistrzów Rafaela, Leonarda i Bernardino Luini. Za najlepsze jego prace uważane są dekoracje sklepienia w kościele Santa Maria di San Celso w Mediolanie i obrazy olejne Wenus i Miłość oraz Rinaldo w ogrodach Armidy.
W literaturze malarz często występuje jako „Andrea Appiani starszy”, dla odróżnienia od jego siostrzeńca, który był malarzem historycznym. Inni artyści noszący nazwisko Appiani, to Francesco (1704-1792) i Niccolò, nie byli oni jednak krewnymi Andrea.

## Galeria

Eugène de Beauharnais
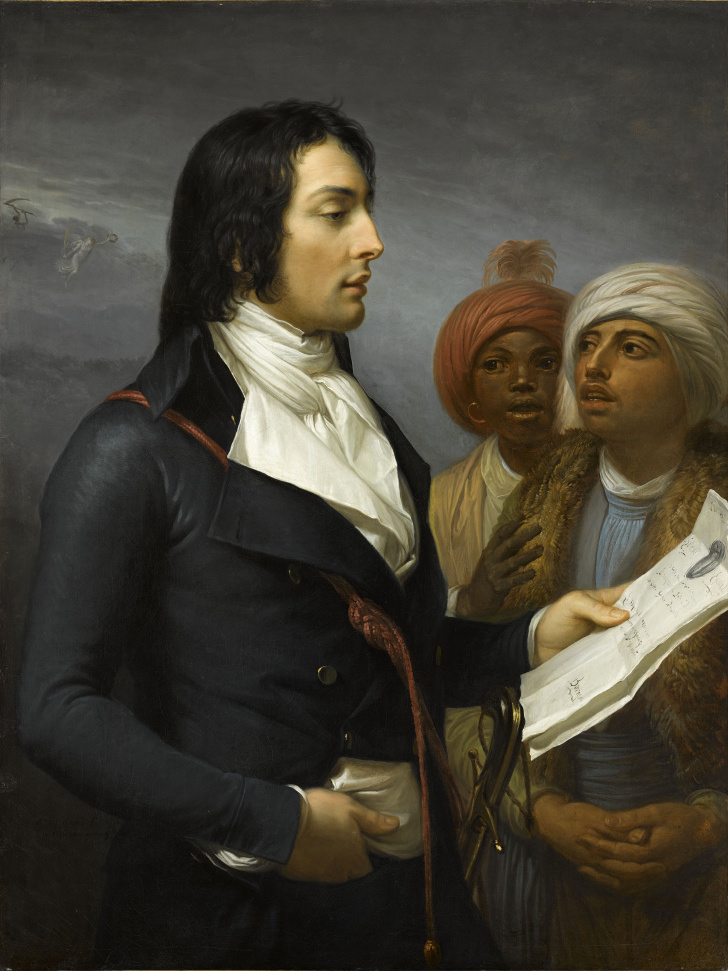
Louis-Charles-Antoine Desaix
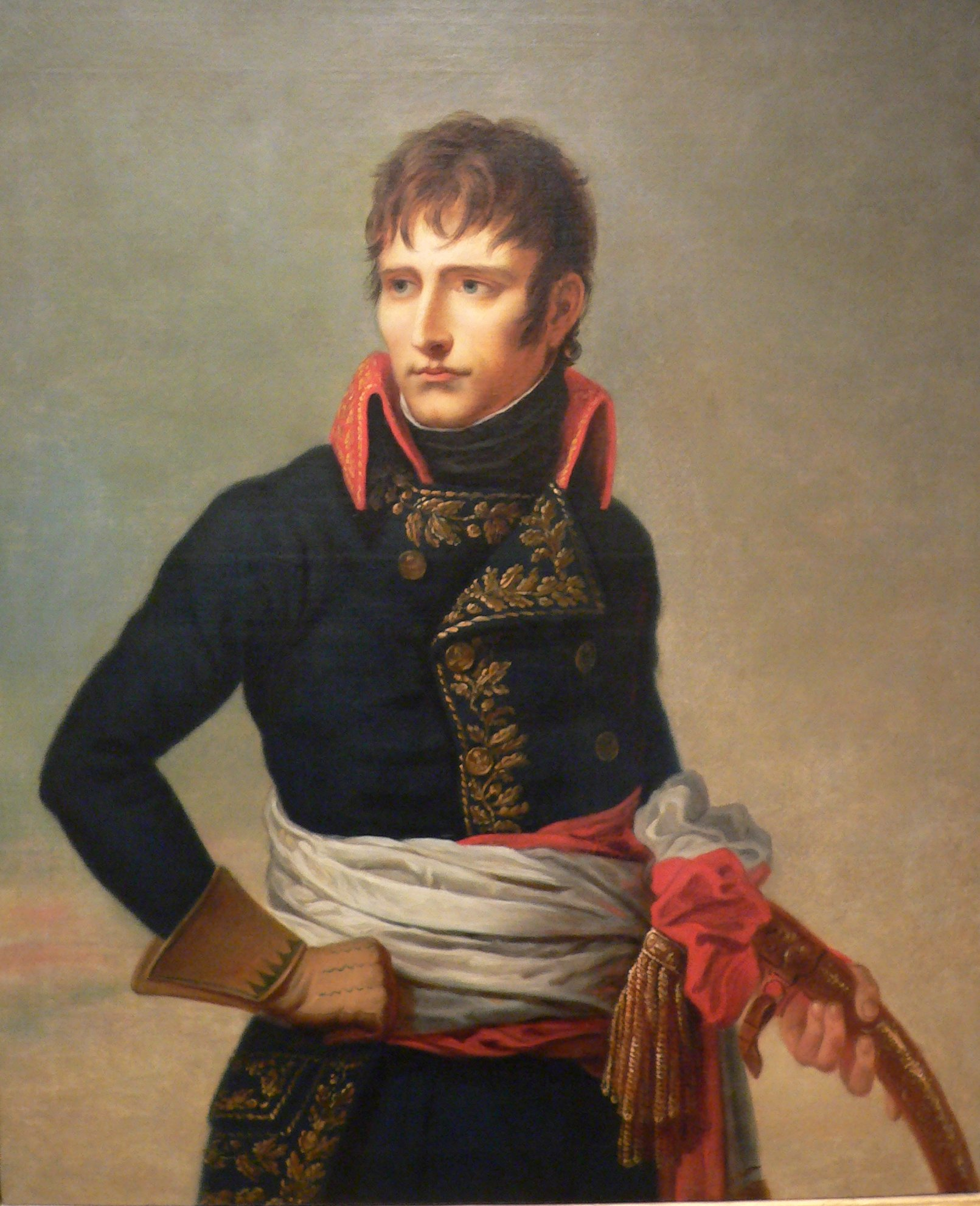
Napoleon Bonaparte
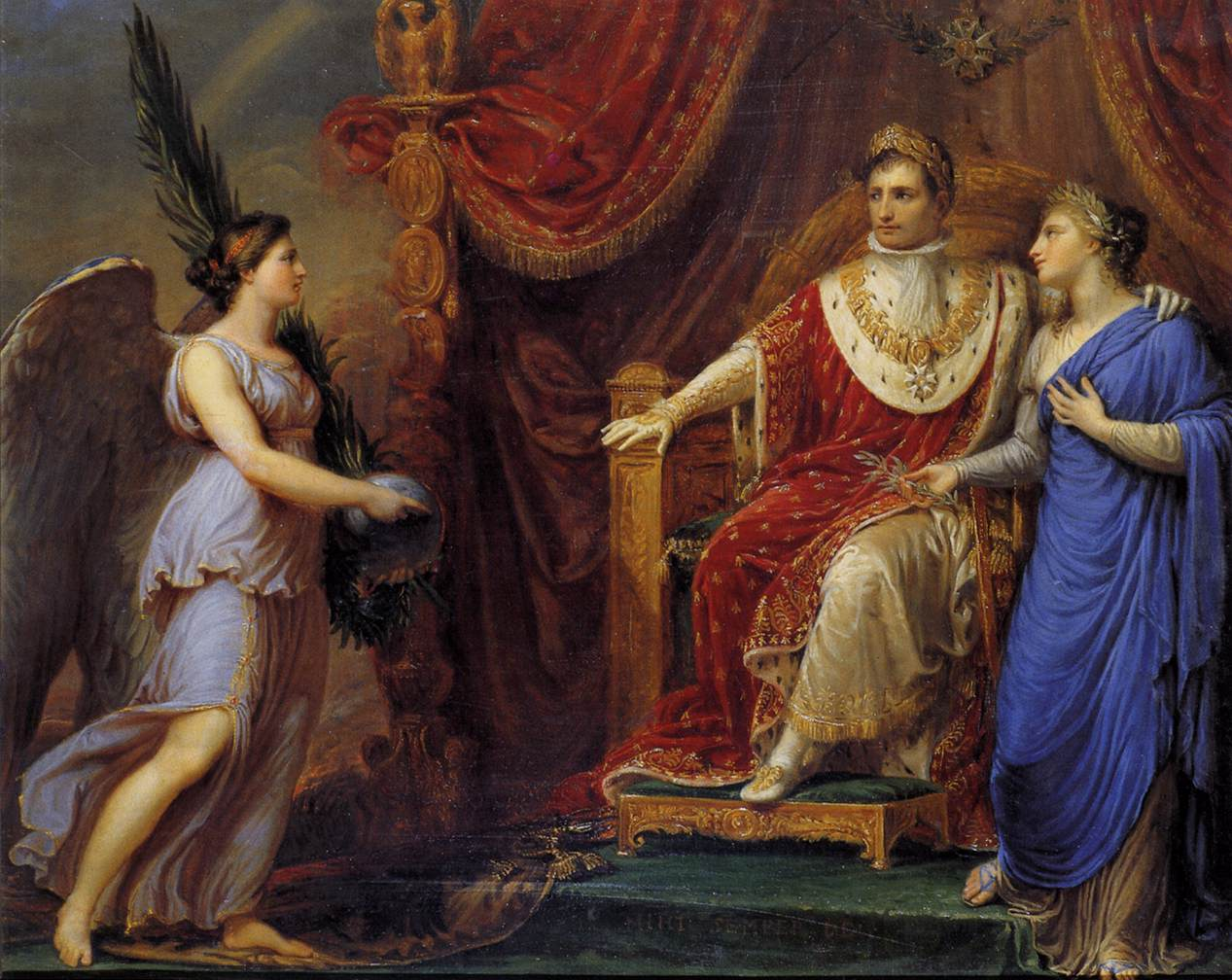
Alegoria pokoju

## Literatura dodatkowa
- Fernando Caruso: Andrea Appiani: (1754-1817). Paryż 1990.